# John Logan (cestista)
John Arnold Logan (Richmond, 1º gennaio 1921 – Charlotte, 2 settembre 1977) è stato un cestista e allenatore di pallacanestro statunitense, professionista nella BAA e nella NBA.

## Palmarès
- 3 volte All-BAA Second Team (1947, 1948, 1949)